# Pürrhón (filozófus)
Pürrhón (1. század) görög filozófus.
Metapontumból származott és Püthagorasz követője volt. Diogenész Laertiosz tesz futó említést róla, ugyanő említi néhány munkáját, amelyekből töredékek sem maradtak ránk.[forrás?]